# یحیی حوا
یحیی حوا (متولد ۱۵ مارس ۱۹۷۶ میلادی، حما ، سوریه) هنرمند سوری الاصل است.
وی در سال ۱۹۷۶ میلادی در شهر حماه سوریه به دنیا آمد، پدرش (محمود حوا) وقتی او پنج ساله بود در قتل عام حماه در سال ۱۹۸۲ توسط نیروهای رژیم بعث سوریه کشته شد. و مادرش (شیما عثمان) اهل شهر بنیاس است. او ۴ برادر و ۶ خواهر دارد و در سال ۱۹۹۹ با (لبابه آل عبید) ازدواج کرده‌است.